# バラードをもう一度
バラードをもう一度（ - いちど）は下村成二郎のアルバム。

## 内容
元BLIZARDの下村による初のアルバム。シングル収録曲及び「Just Desire」以外は自作曲である。

## 批評
CDジャーナルは彼の歌唱姿勢を「優しくて物悲しい、日本的な情緒をもった風景を思い浮かべてしまう。現代の忘れた風景の中に生きる吟遊詩人」と評している。

## 収録曲
1. やがて終わる愛でも・・・
作詞：みなみなみ　作曲：下村成二郎　編曲：PROJECT K&K
2. I Believe
作詞・作曲：下村成二郎　編曲：椎名和夫
3. そこにいないあなた
作詞：来生えつこ　作曲：来生たかお　編曲：新川博
4. 凍えた夜はLonely
作詞・作曲：下村成二郎　編曲：PROJECT K&K
5. Just Desire
作詞：下村成二郎　作曲：鈴木雄大・椎名和夫　編曲：椎名和夫
6. 愛したりなくて・・・
作詞・作曲：下村成二郎　編曲：PROKJECT K&K
7. It's Too Late
作詞・作曲：下村成二郎　編曲：椎名和夫
8. stay with me
作詞：下村成二郎　作曲：和泉常寛　編曲：新川博
9. 愛してRevolution
作詞：鈴木雄大　作曲：下村成二郎　編曲：椎名和夫・比下アキラ
10. バラードをもう一度
作詞・作曲：下村成二郎　編曲：椎名和夫

## 参加ミュージシャン
- 梶原順 - ギター(3, 8)
- 北島健二（FENCE OF DEFENSE） - ギター(#1)
- 松下誠 - ギター(#6)
- 横関敦 - ギター(#9, 6)
- 伊藤広規 - ベース(#1, 2, 4 - 7)
- 椎名和夫 - キーボード(#1, 2, 4 - 7, 9, 10)、ギター(5, 7)、コーラス(#6)
- 新川博 - キーボード(#3, 8)
- 佐々木久美 - オルガン(#2)、コーラス(#2, 5 - 7)
- 土岐英史 - サックス(#4, 5)